# Maurice Ohana
Maurice Ohana (Casablanca, 12 de junio de 1913 - París, 13 de noviembre de 1992) fue un pianista y compositor francés de origen sefardí. Siendo supersticioso, afirmó durante toda su vida haber nacido el año 1914. 

## Biografía
Estudió primeramente arquitectura, pero la abandonó en favor de su carrera musical, en principio como pianista. Estudió piano en París con Lazare-Lévy, en Roma con Alfredo Casella, en Barcelona con Frank Marshall King, y contrapunto con Daniel-Lesur en la Schola Cantorum de París a donde regresó en 1946. Por esta época participó en la fundación del grupo Zodiaque, que se oponía al dogma musical imperante: no sólo a la tradición musical austro-germánica, sino también al serialismo y al neorromanticismo francés del momento. 
Aunque nació en Marruecos y vivió en Francia desde los años 30 en adelante, su ciudadanía era británica, debido a que su padre (de ascendencia judía sefardí) era un andaluz nacido en Gibraltar. No fue sino hasta 1976 que obtuvo la nacionalidad francesa. 
Algunas fuentes opinan que su cercanía con el entorno cultural hispano, francés y norteafricano explica su relativa falta de importancia en el mundo anglosajón. 

## Estilo
Su estilo musical, marcado en sus comienzos por la influencia mediterránea, de la música popular y en concreto del cante jondo andaluz, no ha cesado de evolucionar hacia los términos más universales, conservando profundas relaciones con el canto popular andaluz y la música africana, situándose en la línea de Falla, y de Debussy de los últimos años.
El estilo musical muestra la contribución de Ohana se extiende a prácticamente todos los géneros vocales e instrumentales. Tuvo mucho que ver con el renacer que el clavicémbalo tuvo en el siglo XX (por ejemplo, su ópera La Celestina) y sus innovaciones consisten en la escala con tercios de tono (para la cual inventó la cítara de tercio de tono) y la guitarra de diez cuerdas, que inventó. También favoreció al piano en sus composiciones y para la música vocal escribió óperas, óperas de cámara y música de teatro, además de obras no dramáticas. En sus últimos años se concentró mayormente en la producción vocal. De esta época, según algunos, datan sus composiciones más personales. Compuso su epitafio en el Canto del cisne (1987–8).

## Obras
Su obra incluye música sinfónica, de cámara, coral e instrumental. 
Entre ellas, cabe citar el oratorio Llanto por Ignacio Sánchez Mejías (1950), la ópera de cámara Syllabaire pour Phèdre (1967), el Anneau du Tamarit, para violoncelo y orquesta (1977), Concierto para piano y orquesta (1981) y La Celestina (1988). Otras obras son Office des Oracles y Avoaha (1992), tres cuartetos de cuerda (1963, 1980, 1989); dos suites para su invención (la guitarra de diez cuerdas), Si le jour paraît... (1963) y Cadran lunaire (1981-82);Tiento (1957) para guitarra de seis cuerdas. Para el clavicémbalo escribió entre otros Chiffres de clavecin (1968) y Sacral d'Ilx para clave, oboe y trompa.
- Datos: Q974528